# Wiewióra
Wiewióra (Ratufa) – rodzaj ssaków z podrodziny wiewiór (Ratufinae) w obrębie rodziny wiewiórkowatych (Sciuridae).

## Rozmieszczenie geograficzne
Rodzaj obejmuje gatunki występujące od południowo-wschodniego Tybetu do Hajnanu w Chińskiej Republice Ludowej, w północno-wschodnich, środkowych i południowych Indiach, w Sri Lance, wschodnim Nepalu, Mjanmie, Tajlandii, Laosie, Kambodży, Wietnamie, na Półwyspie Malajskim, Sumatrze, Borneo, Jawie, Bali i pobliskich małych wyspach.

## Morfologia
Długość ciała (bez ogona) 323–450 mm, długość ogona 350–490 mm; masa ciała 0,9–2,3 kg.

## Systematyka
Rodzaj zdefiniował w 1867 roku angielski zoolog John Edward Gray w artykule zatytułowanym Streszczenie azjatyckich wiewiórek (Sciuridae) w kolekcji Muzeum Brytyjskiego, opisujące jeden nowy rodzaj i kilka nowych gatunków, opublikowanym w czasopiśmie „The Annals and magazine of natural history”<. Gatunkiem typowym jest (oznaczenie monotypowe) wiewióra dekańska (R. indica).

### Etymologia
- Ratufa: nazwa Ratuphar używana przez ludność Biharu w Indiach na określenie wiewióry dekańskiej[9].
- Rukaia: syngal. nazwa Rukiya dla wiewióry cejlońskiej[10]. Gatunek typowy: Gray wymienił trzy gatunki – Sciurus ephippium[a] S. Müller, 1838, Sciurus bicolor Sparrman, 1778 i Sciurus macrourus Pennant, 1769 – nie wyznaczając gatunku typowego; gatunkiem typowym jest (późniejsze oznaczenie)[11] Sciurus macrourus Pennant, 1769.
- Eosciurus: gr. εως eōs lub ηως ēōs ‘świt’; rodzaj Sciurus Linnaeus, 1758 (wiewiórka)[12]. Gatunek typowy (oryginalne oznaczenie): Sciurus bicolor Sparrman, 1778.

### Podział systematyczny
Do rodzaju należą następujące występujące współcześnie gatunki:
| Grafika | Gatunek         | Autor i rok opisu | Nazwa zwyczajowa   | Podgatunki     | Rozmieszczenie geograficzne | Podstawowe wymiary                         | Status IUCN |
| ------- | --------------- | ----------------- | ------------------ | -------------- | --- | ------------------------------------------ | ----------- |
|         | Ratufa macroura | (Pennant, 1769)   | wiewióra cejlońska | 3 podgatunki   | południowe Indie (Ghaty Wschodnie i Zachodnie) i Sri Lanka; zakres wysokości: poniżej 500 m n.p.m. | DC: 32–40 cm DO: 35–36 cm MC: około 1,6 kg | NT          |
|         | Ratufa affinis  | (Raffles, 1821)   | wiewióra kremowa   | 9 podgatunków  | południowa Tajlandia, półwyspowa Malezja, Singapur i Sumatra, Borneo, Wyspy Natuna oraz przybrzeżne wyspy (Indonezja, Malezja i Brunei); zakres wysokości: około 1500 m n.p.m.                                                                                       | DC: 33–34 cm DO: 41–542 cm MC: 1–1,2 kg    | NT          |
|         | Ratufa indica   | (Erxleben, 1777)  | wiewióra dekańska  | 4 podgatunki   | endemit Indii: fragmentarycznie w Ghatach Zachodnich i Wschodnich, centralna wyżynna część i obszar Dangs; zakres wysokości: 180–2300 m n.p.m. | DC: 34–45 cm DO: 38–49 cm MC: 0,9–2,3 kg   | LC          |
|         | Ratufa bicolor  | (Sparrman, 1778)  | wiewióra czarna    | 11 podgatunków | od wschodniego Nepalu i północno-wschodnich Indii na wschód do południowo-środkowej Chińskiej Republiki Ludowej, na południe do półwyspowej Malezji, Indonezji (Sumatra, Bali, Jawa i Wyspy Natuna) oraz inne przybrzeżne wyspy; zakres wysokości: 500–2500 m n.p.m. | DC: 33–36 cm DO: 41–42 cm MC: 1–1,2 kg     | NT          |

Kategorie IUCN:  LC  – gatunek najmniejszej troski,  NT  – gatunek bliski zagrożenia.
Opisano również gatunki wymarłe z miocenu Azji:
- Ratufa maelongensis Mein, Ginsburg & Ratanasthien, 1990[15]
- Ratufa sylva Flynn, 2003[16].